# الأفضل محمد
الملك الأفضل محمد بن عماد الدين إسماعيل هو آخر حاكم أيوبي لحماة، في وسط سوريا، من 1332 إلى 1341. الأفضل هو ابن وخليفة أبو الفداء، وينحدر من نسل شقيق صلاح الدين الأيوبي، نور الدين شاهنشاه. بعد هزيمة المماليك للمغول في 1260 في معركة عين جالوت، اُستعيدت حماة، ونتيجة لذلك، أصبحت إمارة وحكمها حكام أيوبيون ذوو أصول كردية، وقد عُزل عام 1341.

## بيبليوغرافيا
- Abu-Lughod، Janet L.؛ Dumper، Michael (2007)، Cities of the Middle East and North Africa: A Historical Encyclopedia، ABC-CLIO، ISBN:978-1-57607-919-5، مؤرشف من الأصل في 2019-12-23
- Lane-Poole، Stanley (2004)، The Mohammedan Dynasties: Chronological and Genealogical Tables with Historical Introductions، Kessinger Publishing، ISBN:978-1-4179-4570-2، مؤرشف من الأصل في 2020-01-25